# Уэстчестер (Флорида)
Уэстчестер (англ. Westchester) — статистически обособленная местность, расположенная в округе Майами-Дейд (штат Флорида, США) с населением в 30 271 человек по статистическим данным переписи 2000 года.

## География
По данным Бюро переписи населения США статистически обособленная местность Уэстчестер имеет общую площадь в 10,36 квадратного километра, водных ресурсов в черте населённого пункта не имеется.
Статистически обособленная местность Уэстчестер расположена на высоте 1 м над уровнем моря.

## Демография
| Год переписи        | Нас.  |  | %±   |
| ------------------- | ----- |  | ---- |
| 1980                | 29272 |  | —    |
| 1990                | 29883 |  | 2,1% |
| 2000                | 30271 |  | 1,3% |
| 1980–2000 Источник: |       |  |      |

По данным переписи населения 2000 года в Уэстчестерe проживало 30 271 человек, 7947 семей, насчитывалось 9764 домашних хозяйства и 9938 жилых домов. Средняя плотность населения составляла около 2921,91 человека на один квадратный километр. Расовый состав населённого пункта распределился следующим образом: 93,78 % белых, 0,61 % — чёрных или афроамериканцев, 0,04 % — коренных американцев, 0,51 % — азиатов, 2,23 % — представителей смешанных рас, 2,81 % — других народностей. Испаноговорящие составили 85,31 % от всех жителей статистически обособленной местности.
Из 9764 домашних хозяйств в 28,0 % воспитывали детей в возрасте до 18 лет, 60,5 % представляли собой совместно проживающие супружеские пары, в 15,7 % семей женщины проживали без мужей, 18,6 % не имели семей. 14,8 % от общего числа семей на момент переписи жили самостоятельно, при этом 8,6 % составили одинокие пожилые люди в возрасте 65 лет и старше. Средний размер домашнего хозяйства составил 3,07 человека, а средний размер семьи — 3,33 человека.
Население статистически обособленной местности по возрастному диапазону по данным переписи 2000 года распределилось следующим образом: 18,7 % — жители младше 18 лет, 7,2 % — между 18 и 24 годами, 26,7 % — от 25 до 44 лет, 24,4 % — от 45 до 64 лет и 23,0 % — в возрасте 65 лет и старше. Средний возраст жителей составил 43 года. На каждые 100 женщин в Уэстчестерe приходилось 87,2 мужчины, при этом на каждые сто женщин 18 лет и старше приходилось 83,4 мужчины также старше 18 лет.
Средний доход на одно домашнее хозяйство статистически обособленной местности составил 40 762 доллара США, а средний доход на одну семью — 44 863 доллара. При этом мужчины имели средний доход в 29 629 долларов США в год против 24 235 долларов среднегодового дохода у женщин. Доход на душу населения статистически обособленной местности составил 40 762 доллара в год. 8,5 % от всего числа семей в населённом пункте и 11,8 % от всей численности населения находилось на момент переписи населения за чертой бедности, при этом 13,0 % из них были моложе 18 лет и 13,0 % — в возрасте 65 лет и старше.